# Мордухай-Болтовский, Иван Дмитриевич
Ива́н Дми́триевич Мордуха́й-Болто́вский (1874—1934) — юрист, юрисконсульт Министерства юстиции, преподаватель гражданского судопроизводства в Императорском училище правоведения, автор ряда работ по проблемам правовой науки. Действительный статский советник.

## Биография
Происходил из старинного дворянского рода Мордухай-Болтовских.
В 1895 году окончил Императорское училище правоведения (вып. 56). Поступил на службу в канцелярию 3-го департамента Сената 1 мая 1895 г.
С 1901 по 1907 годы состоял приват-доцентом кафедры гражданского права юридического факультета Санкт-Петербургского университета. Был отчислен в 1907 году из числа приват-доцентов в виду необъявления им курса на осеннее полугодие 1907 года.
Также состоял на службе в Судебном Департаменте Правительствующего Сената.
Служил в Министерстве юстиции; был чиновником особых поручений V класса. Был награждён орденами Св. Владимира 4-й ст., Св. Анны 2-й ст., Св. Станислава 2-й ст. С 1 января 1914 года состоял в чине действительного статского советника.
В 1917 году состоял директором 1-го департамента Министерства юстиции.

### Дружба с М. И. Калининым
Семья Мордухай-Болтовских имела небольшое имение в Тверской губернии на реке Медведице рядом с деревней Верхняя Троица. Называлось оно «Тетьково» и в летнее время служило дачей.
В Верхней Троице родился М. И. Калинин (большевик, председатель ЦИК СССР, затем Президиума Верховного Совета). Семья Калининых была многодетной и бедной.
Миша был старшим в семье, смышленый мальчик подружился с братьями Мордухай-Болтовскими. Они упросили отца, Дмитрия Петровича, взять четырнадцатилетнего Мишу в услужение. Осенью 1889 года Мордухай-Болтовские взяли мальчика в Петербург. Его не слишком обременяли работой и он мог свободно пользоваться обширной библиотекой хозяев. Калинин жил в семье Мордухай-Болтовских четыре года — до 1893 года.
На рубеже веков семья Мордухай-Болтовских переехала в дом № 3. Калинин не забывал своих прежних хозяев и навещал их. Бывал в частности в квартире 17, в которой жил Иван Дмитриевич.
Позднее уже в Ленинграде, он посетил Ивана Дмитриевича и подарил на память большую фотографию с дарственной надписью «Ивану Дмитриевичу в знак старой дружбы. М. Калинин. 17 мая 1927 года».

### Адрес в Санкт-Петербурге
Проживал в доме № 3 по Эртелевому переулку (с 1923 г. — улица Чехова).

## Научные взгляды
Сферу научных интересов И. Д. Мордухай-Болтовского составляли проблемы гражданского права.
Исследования И. Д. Мордухай-Болтовского ценны своей фактической, эмпирической стороной, изложением и комментированием действующего законодательства и конкретизирующими его решениями Сената. Особый исторический интерес представляет собой работа И. Д. Мордухай-Болтовского, разъясняющая дух и букву одного из постановлений Временного правительства, принятого в целях привлечения народа на свою сторону.
И. Д. Мордухай-Болтовский признаёт, что безграничная свобода договора, которая всегда является основным принципом гражданского закона, в последнее время подвергается определённым ограничениям под влиянием общественных интересов. Внимание к слабейшей фактической стороне заставляет законодателя в последнее время отрицать юридическое значение за такими договорами, при заключении которых один контрагент воспользовался к невыгоде другого его нуждой, и вместе с тем нарушил нормы гражданского закона, социальной целью которого является как раз ограждение интересов слабейшей стороны. Именно эти цели и преследует постановление Временного правительства от 5 августа 1917 года «Об установлении предельных цен на квартиры и другие помещения».
И. Д. Мордухай-Болтовский разъясняет суть основных положений постановления от 5 августа 1917 года, подчёркивая его значение как гуманного акта, призванного защитить права той части населения, которая, не будучи собственником жилого помещения, вынуждена арендовать жильё у его владельцев по непомерно высоким ценам.

## Основные работы
- Под редакцией И. Д. Мордухай-Болтовского в 1912 году было выпущено последнее, неофициальное издание Свода законов Российской империи. Именно это издание было переиздано в 2008 году в серии «Классика российской цивилистики» компанией «КонсультантПлюс»[8].
- Разъяснения по вопросам административного права, преподанные по делам первого общего собрания Правительствующего сената. — СПб., 1909, 1912, 1915
- Гражданский процесс. — Пг., 1914
- Конспект лекций по гражданскому судопроизводству. — СПб., 1914
- Закон 6 апреля 1915 года об отсрочке и рассрочке исполнения обязательств и судебных решений. — Пг., 1915
- Новый квартирный закон. Постановление Временного правительства от 5 августа 1917 года об установлении предельных цен на квартиры и другие помещения. — Пг., 1917
- Краткий обзор законодательства С.С.С.Р. Справочная книга для торг. и пром. предприятий / Под ред. И. Д. Мордухай-Болтовского. — Л.: Изд-во Сев.-зап. обл. отд. Глав. конторы «Известия ЦИК ССР и ВЦИК», 1924. — VIII, 376 с.
- Основы торгового права. — 1925